# Lambda Pictoris
Lambda Pictoris (λ Pic, λ Pictoris) é uma estrela na constelação de Pictor. Com uma magnitude aparente visual de 5,31, é visível a olho nu em locais com pouca poluição luminosa. De acordo com sua paralaxe, está situada a aproximadamente 374 anos-luz (115 parsecs) da Terra. É uma gigante laranja com um tipo espectral de K0.5 III e temperatura efetiva de 4 938 K. Não possui estrelas companheiras conhecidas.